# Théophile-Victor de Chevron Villette
Pour les autres membres de la famille, voir Famille de Chevron Villette.
Théophile-Victor de Chevron Villette (italianisé en Vittorio De Villette), né le 16 août 1806 à Giez, où il est mort le 1er novembre 1886, est un noble titré comte, officier sarde et homme politique du duché de Savoie, issu de la famille de Chevron Villette.

## Biographie

### Origines
Théophile-Victor de Chevron Villette est né le 16 août 1806 au château de Gye, à Giez,, dans le département du Mont-Blanc. En effet, le duché de Savoie a été annexé par la France révolutionnaire, par décret du 27 novembre 1792. Il est le fils du comte Théophile Marie François Sébastien Joseph de Chevron Villette (1775-1829) et d'Antoinette-Alexandrine-Pauline-Ernestine de Dampierre (1779-1848). Il a trois frères et sœurs,.
Il épouse, le 18 juillet 1842, Idalie de Pougny de Guillet de Monthoux (1816-1871), fille du baron Otton de Pougny de Guillet de Monthoux, lieutenant-général au service de France,,. Ils ont quatre enfants : Charles Albert (1843-1922), qui portera le titre de comte, Mathilde Gertrude Françoise (1845-?), Stanislas Laurent (1847-?), militaire de carrière, et Bernard François Auguste (1852-?).

### Carrière
Lors de ses classes à l'Académie militaire, il est le compagnon du futur comte de Cavour. Il est officier des dragons de Gènes. Il est attaché de légation pour le royaume de Sardaigne en Suisse, Bavière et Prusse,.
Il fut page des rois Victor-Emmanuel Ier de Sardaigne et de Charles-Félix de Savoie, puis écuyer du roi Charles-Albert de Sardaigne,.
La Constitution de 1848 ouvre de nouvelles perspectives politiques. Il se présente pour représenter la Savoie au Parlement du royaume de Sardaigne à Turin. Il est élu le 27 avril 1848 au collège électoral d'Ugine. Il siège lors de la Ire législature, de mai 1848 à la fin décembre 1848. Il est remplacé, selon François Miquet, par Pietro De Rossi di Santarosa, toutefois l'auteur précise qu'il est mentionné « sans doute par erreur [...] dans le Calendario de 1849 ». C'est Antoine Mathieu qui lui succède lors de la IIe législature.
Il se représente lors de la IVe législature, élu le 9 décembre 1849. Il sera remplacé par Maurice Blanc.
Théophile-Victor de Chevron Villette meurt à Giez le 1er novembre 1886. Sa femme décède le 29 mai 1871.